# Zákon o naturalizaci kurfiřtky Žofie

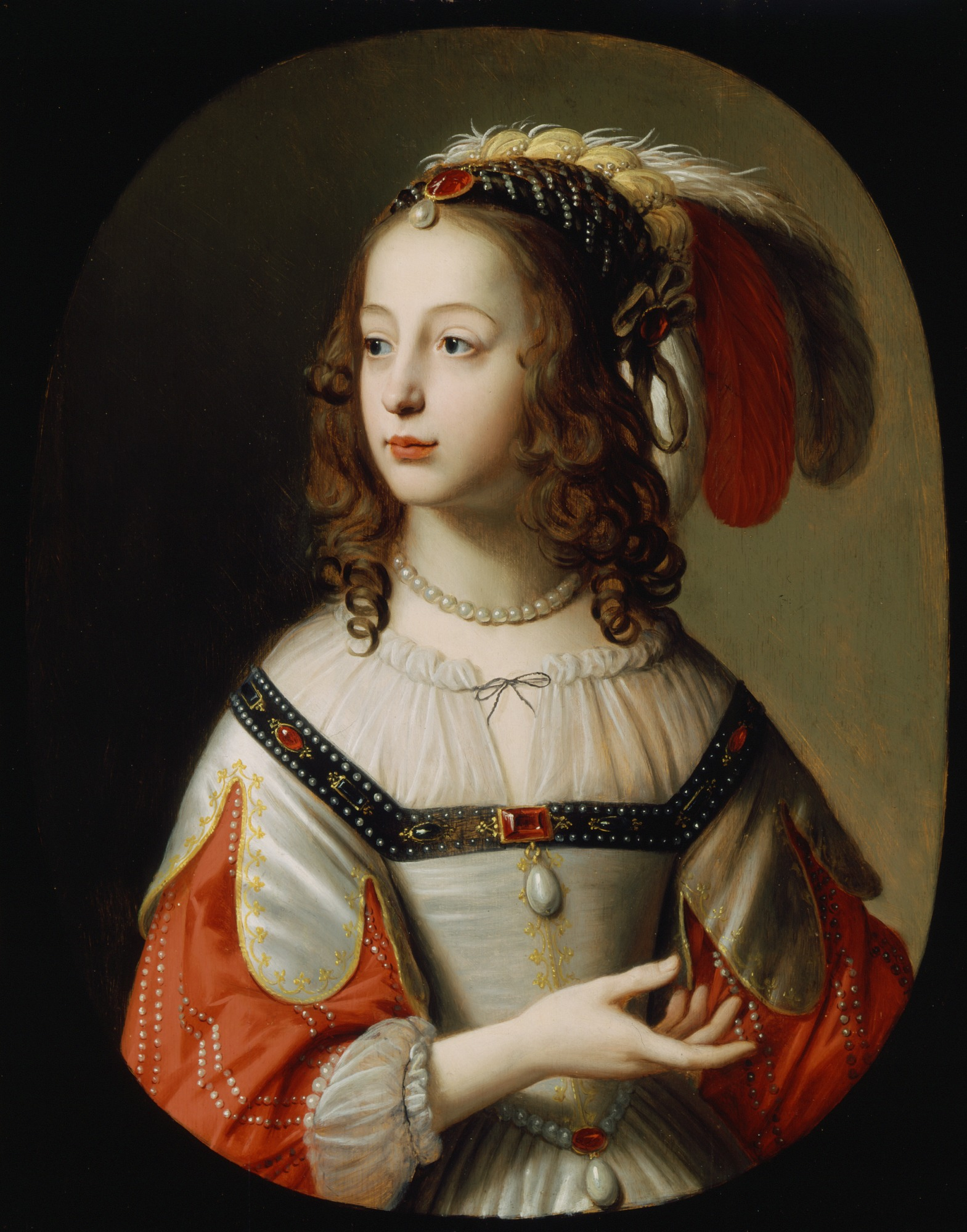
Žofie Falcká

Zákon o naturalizaci kurfiřtky Žofie (Sophia Naturalization Act) byl přijat anglickým parlamentem roku 1705. Navazuje na tzv. Zákon o nástupnictví (Act of Settlement), který určil právo potomků Žofie Falcké na anglický trůn.
Zákonem bylo hannoverské kurfiřtce Žofii Falcké a jejím protestantským potomkům přiznáno anglické státní občanství.
Zákon byl zrušen roku 1949.